# Flasktorkaren
Flasktorkaren är en readymade, som presenterades som konstverk 1914 av Marcel Duchamp.  
Marcel Duchamp hävdade att han köpt flasktorkaren på varuhuset Bazar de l'Hôtel de Ville i Paris. Den var en metallställning i galvaniserat stål som användes för att torka flaskor. Det taggiga utseendet gav det smeknamnet "Igelkotten". 
Till skillnad mot de tidigare Cykelhjulet och Pharmacy från 1913 har ingen förändring av något slag gjorts med flasktorkaren, vilket gör den till det första "rena" exemplet på en readymade. Flasktorkaren hade en påskrift på sidan, ungefär som den senare "R. Mutt" på Fountain från 1917. Vad som stod är dock inte känt, eftersom Marcel Duchamp hade glömt bort vad påskriften var efter det att denna readymade hade slängts bort. 
Den ursprungliga Flasktorkaren slängdes bort av Marcel Duchamps syster Suzanne Duchamp från hans ateljé, eftersom den togs som skräp, efter det att Duchamp hade åkt till USA 1914. Det har senare, 1961, gjorts repliker, som ställs ut på museer, till exempel Philadelphia Museum of Art, Norton Simon Museum i Pasadena, Kalifornien i Kalifornien och Moderna Museet i Stockholm.